# Этническая территория белорусов
Этническая территория белорусов ― территория компактного расселения белорусов как этноса. С данной территорией связан этногенез белорусов и их этническая история. Принадлежащая этнической территории географическая среда ― не только сфера проживания белорусов, но и жизненная основа, обуславливающая специфику хозяйственных занятий и творческой культуры.

## Определение этнической территории белорусов в дореволюционной истории
В составе Речи Посполитой само название Белая Русь употреблялась как областное (провинциальное) для обозначения Верхнего Подвинья и Поднепровья; регион Понеманья называли в то время Чёрной Русью или Литвой, а южную часть современной территории ― Полесьем. На исторической карте Польши 1740 года Томаса Китчина (1718—1784) территория современной Белоруссии обозначалась под названием Литовская Русь. На карте 1750 года Т. Майера впервые Белой Русью названа почти вся современная территория от Западного Буга на юг от Бреста до Верхнего Подвинья. Восточное Полесье здесь показано как часть Белой Руси, а западное — Малой Руси.

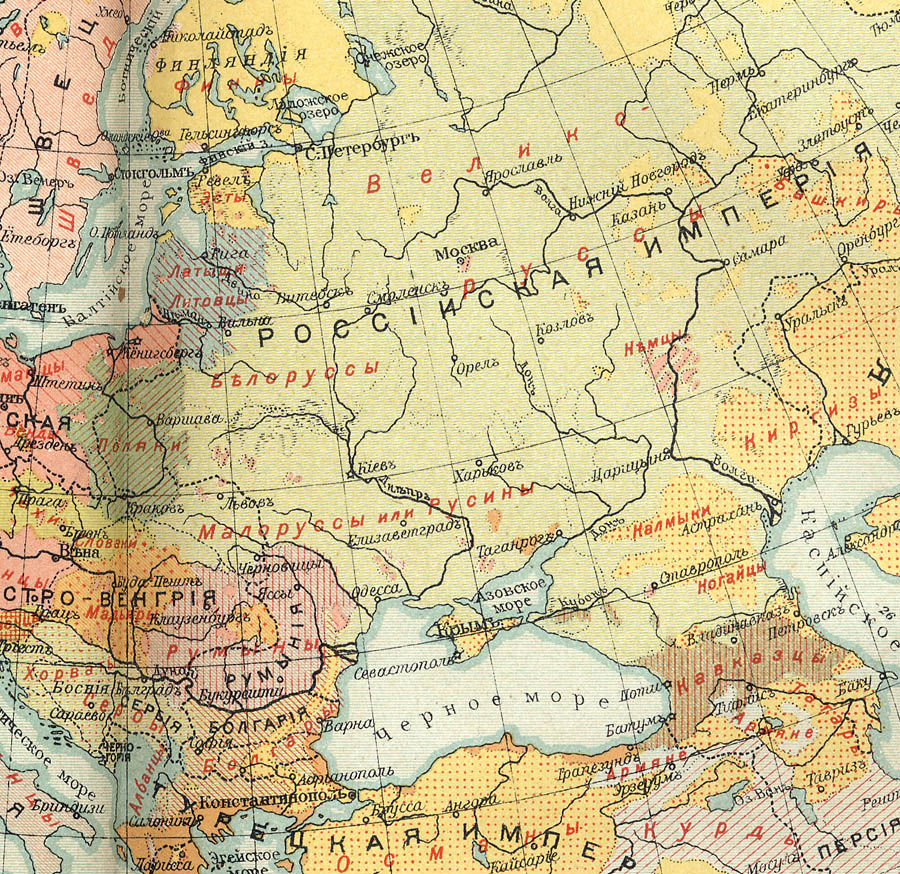
Российская карта Европы издания 1907 года.

После присоединения земель бывшего Великого княжества Литовского к России в официальных документах эти территории стали называть Западной Россией, Западным или Северо-Западным краем, название «Белоруссия» применялось по отношению к губерниям Белорусского генерал-губернаторства. Однако во второй половине XIX века по мере накопления и осмысления конкретного фольклорно-этнографического материала обозначилось единая этнографическая область, включающая почти всю современную территорию Белоруссии, название «Белоруссия» стало иногда употребляться также и в отношении Минской и Гродненской губерний.

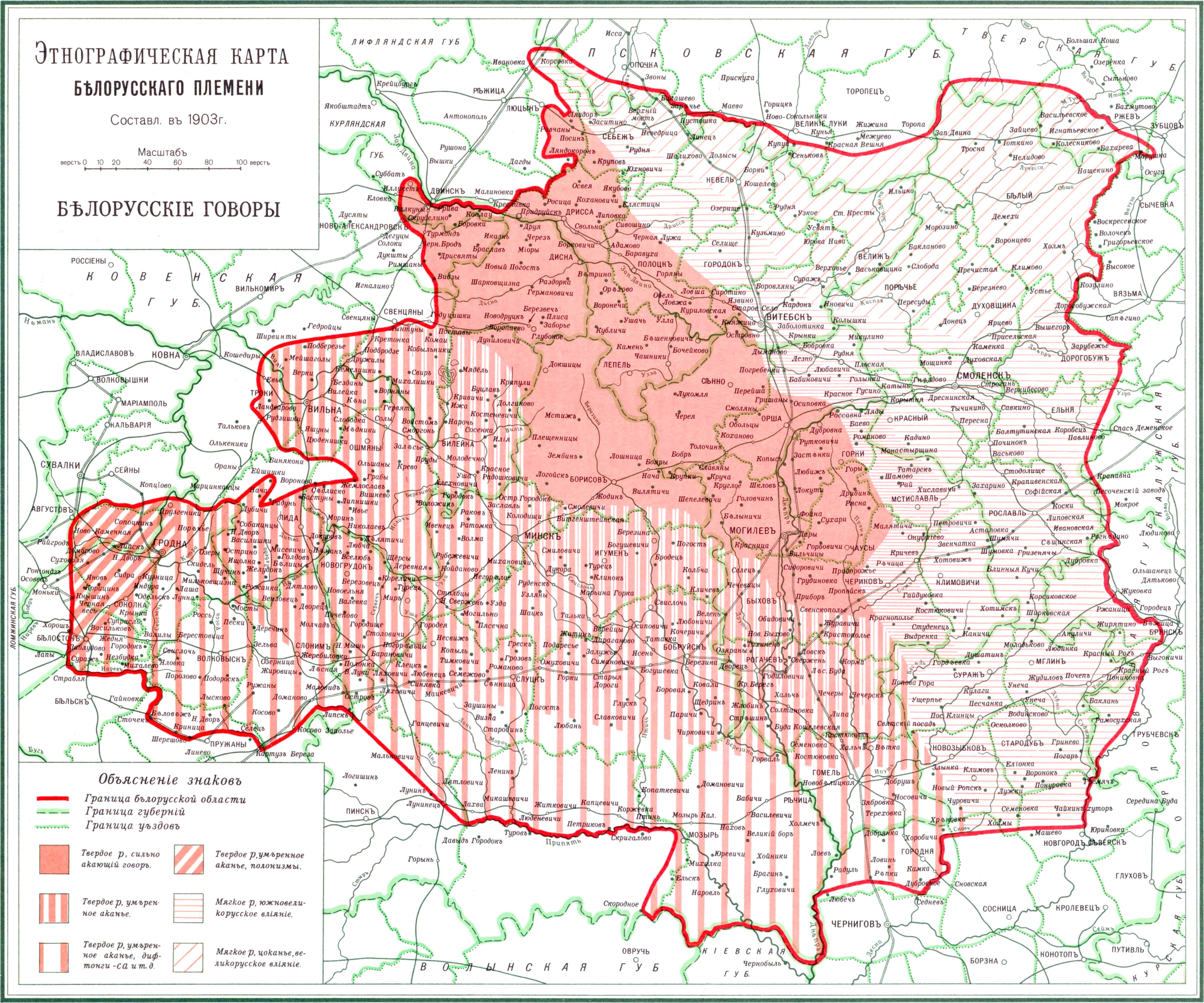
Этнографическая карта белорусов (профессор Е. Ф. Карский, 1903 г.)

Согласно этнографическому атласу Р. Ф. Эркерта 1863 года, этническая территория белорусов очерчивалась в границах Могилёвской, Витебской (без трёх латышских уездов), части Виленской (по линии Ошмяны ― на север от Лиды) и Гродненской губерний. Эркерт поделил этническую территорию белорусов на три части: восточную (до Березины), западную и юго-западную, или Подляшье, а белорусское население составило, по его мнению, соответственно три группы: настоящих белорусов, западных белорусов (чернорусов) и подляшан (наиболее ополяченной части белорусов).
Атлас 1864 года А. Ф. Риттиха и составленная им «Этнографическая карта Европейской России» (1875) так очерчивали территорию расселения белорусов: на запад и юг от Сувалок (на запад от Белостока), и дальше по реках Нарев, Ясельда, Припять до её впадения в Днепр, на север и восток ― севернее Вильны, далее на Свенцяны, Люцин, Великие Луки, на запад от Вязьмы и Мглина, затем по Днепру до устья Припяти.
При этнической дифференциации Эркерт и Риттих исходили из конфессиональной принадлежности. Е. Карский, М. Довнар-Запольский и члены Московской диалектологической комиссии при составлении подобных карт (1903, 1915, 1919) руководствовались лингвистическими приметами и расширяли территорию распространения белорусских говоров на правобережье Припяти, а восток до Ржева и Брянска.
25 марта 1918 г. в Минске была провозглашена Белорусская Народная Республика, согласно 2-й Уставной грамоте БНР «Белоруссия в границах расселения и численного преобладания белорусского народа провозглашается Народной Республикой».

## Формирование территории Белоруссии при советской власти

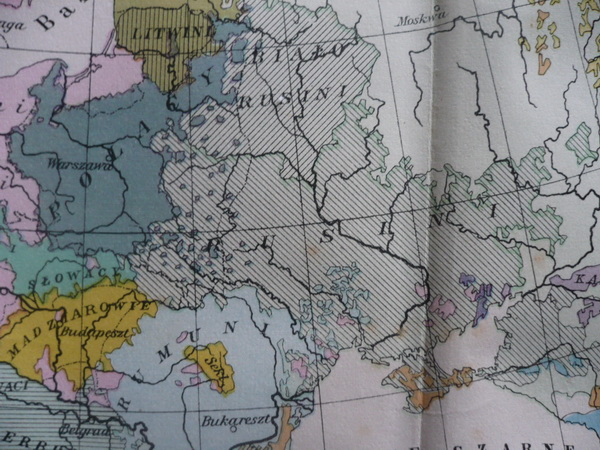
Польская карта Европы 1927 года.

По инициативе РКП(б) и ВЦИК РСФСР было создано отдельное белорусское государство — Советская Социалистическая Республика Белоруссия. В её состав вошли Витебская, Гродненская, Могилёвская, Минская губернии, белорусские уезды Виленской и Ковенской губерний и северные уезды Смоленской губернии.
Однако затем её объединили с Литовской ССР. Могилёвская, Витебская и Смоленская губернии отошли к РСФСР. Позднее значительная часть Литбела была занята Польшей, а после освобождения части Белоруссии от поляков была провозглашена Белорусская Советская Социалистическая Республика в составе шести уездов Минской губернии (52,3 тыс. кв. км). Западная часть этнической территории белорусов по линии Дрисса ― Негорелое ― на запад от Турова согласно Рижскому договору, который был заключён в апреле 1921 года между РСФСР, Украиной, и Польшей отошла к Польше. Виленский край, переданный Литовской Республике, был оккупирован войсками Желиговского и преобразован в марионеточное государство Срединная Литва, впоследствии вошедшее в состав Польши. В 1924 году в состав БССР вошли 15 уездов Витебской, Гомельской и Смоленской губерний, а в 1926 году Речицкий и Гомельский уезды, населённые преимущественно белорусами. Территория БССР составила 125,8 тыс. кв. км.
В результате Польского похода Красной Армии 17 сентября 1939 года и установления 28 сентября 1939 года между нацистской Германией и Советским Союзом по заключённому в Москве Договору о дружбе и границе между СССР и Германией, в ноябре 1939 года на основании закона СССР от 2 ноября 1939 года Западная Белоруссия вошла в состав БССР.
В соответствии с решениями Ялтинской конференции (4 — 11 февраля 1945) лидеров стран антигитлеровской коалиции — СССР, США и Великобритании — по окончании войны 16 августа 1945 года было подписано соглашение о границе между Польшей и СССР, согласно которому из состава БССР Польше были переданы 17 районов Белостокской и 3 района Брестской области; 5 февраля 1946 года (после обмена ратификационными грамотами) соглашение вступило в силу.